# Rumian (Rybno)
Rumian (deutsch Rumian, 1942 bis 1945 Ramnitz) ist ein Dorf in der polnischen Woiwodschaft Ermland-Masuren. Es gehört zur Gmina Rybno (Landgemeinde Rybno, 1942 bis 1945 Rübenau) im Powiat Działdowski (Kreis Soldau).

## Geographische Lage
Rumian am Flüsschen Rumiana (polnisch Rumieńska) liegt im Südwesten der Woiwodschaft Ermland-Masuren am nördlichen Rand des Welski Park Krajobrazowy („Landschaftspark Welle“ (polnisch Wel)). Bis zur einstigen Kreishauptstadt des Kreises Löbau (Westpreußen), Neumark (Westpreußen) (polnisch Nowe Miastor Lubawskie), sind es 20 Kilometer in westlicher Richtung. Die heutige Kreisstadt Działdowo (deutsch Soldau i. Ostpr.) liegt 26 Kilometer südöstlich. Rumian ist namensgebend für den südöstlich gelegenen Rumian-See (polnisch Jezioro Rumiańskie).

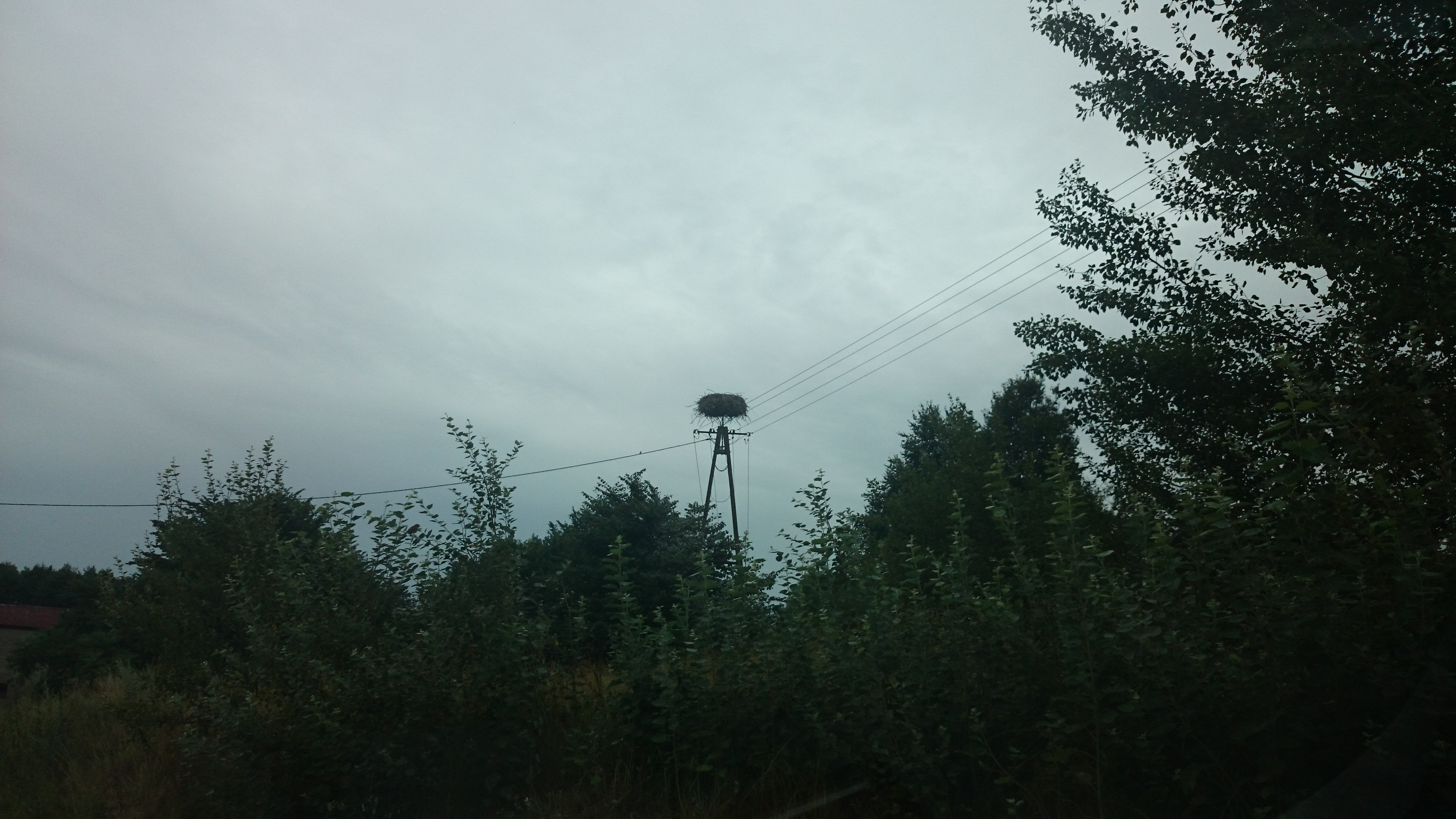
Storchennest in Rumian

## Geschichte
Das Dorf Rumian hieß 1303 Romna und trug erst ab 1566 den heutigen Namen. Im Jahre 1874 wurde es in den Amtsbezirk Rybno im westpreußischen Kreis Löbau (mit der Kreisstadt Neumark (polnisch Nowe Miasto Lubawskie)) aufgenommen. 519 Einwohner zählte Rumian – mit der Ortschaft Mühle Leschak (polnisch Lesiak) – im Jahre 1910.
Rumian lag in dem Gebiet, das gemäß Versailler Vertrag von 1919 an Polen abgetreten werden musste. Diese erfolgte am 10. Januar 1920. Rumian wurde in die neugebildete polnische Landgemeinde Rybno eingegliedert, die am 26. Oktober 1939 zum Deutschen Reich kam. 1940 wurde ein neuer Amtsbezirk Rybno gebildet, der am 25. Juni 1942 in „Amtsbezirk Rübenau, Kreis Neumark (Westpreußen)“ umbenannt wurde. Am gleichen Tag auch wurde auch Rumian Teil dieses Landkreises und erhielt außerdem die neue Bezeichnung „Ramnitz“.
Solche Änderungen hatten nicht lange Bestand. 1945 kam das Gebiet des westpreußischen Kreises Neumark mit dem gesamten südlichen Ostpreußen zu Polen. Ramnitz wurde wieder in „Rumian“ umbenannt und ist heute eine Ortschaft im Verbund der Gmina Rybno (Landgemeinde Rybno, 1942 bis 1945 Rübenau) im Powiat Działdowski (Kreis Soldau), bis 1998 der Woiwodschaft Ciechanów, seither der Woiwodschaft Ermland-Masuren zugehörig.

## Kirche

### Römisch-katholisch

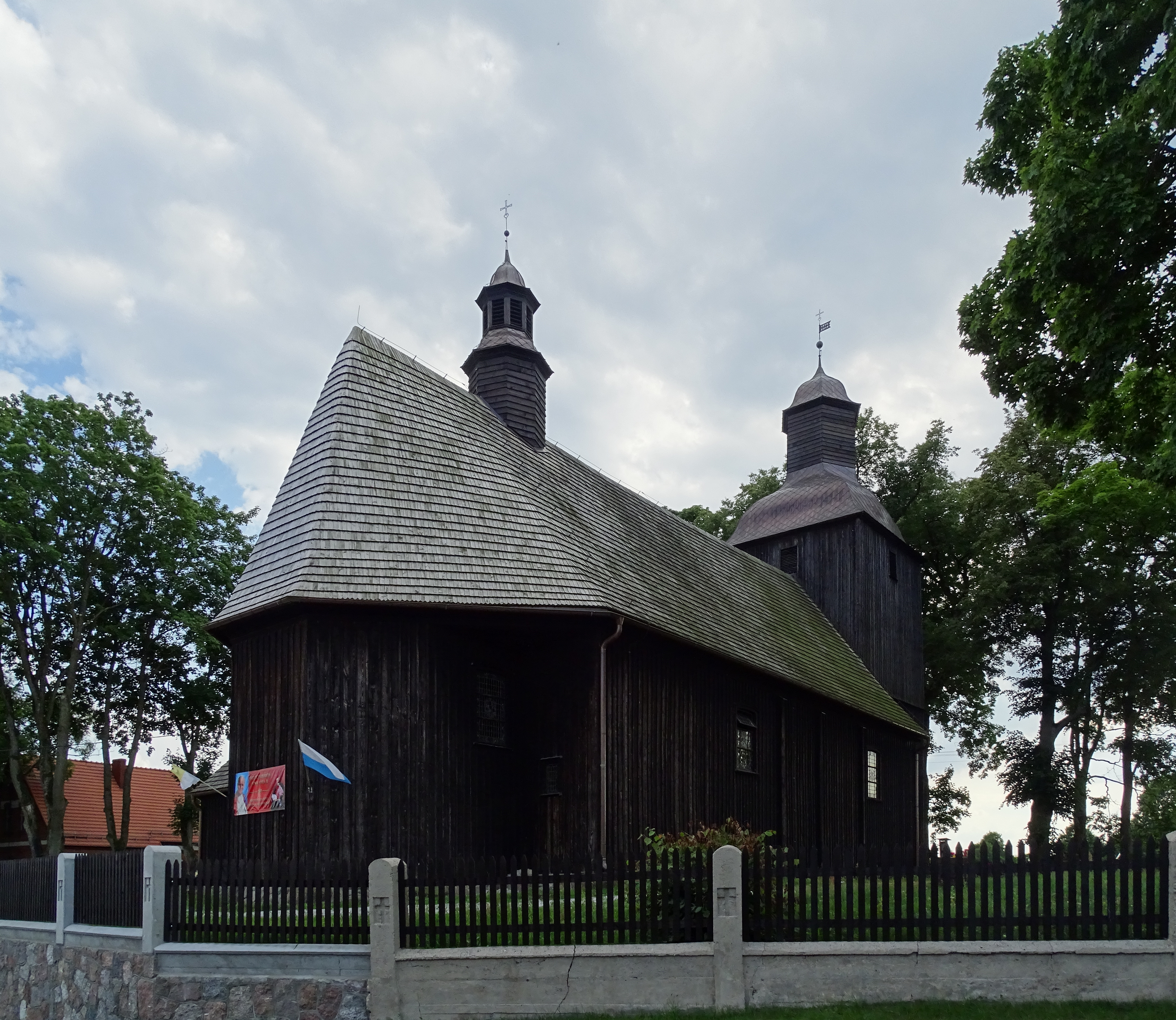
Die katholische St.-Barbara-Kirche in Rumian

#### Pfarrkirche
Ein Kirchdorf war Rumian bereits in vorreformatorischer Zeit. Zunächst gab es hier lediglich eine Kapelle, später wurde an ihrer Stelle eine Kirche gebaut. 1706 wurde diese Kirche als sehr alt beschrieben. Ein Neubau erfolgte 1713/1714. 1724 weihte sie der Kulmer Bischof Felix Ignaz Kretkowski. Es handelt sich um eine Holzkirche, die im Barockstil errichtet wurde. Die beiden Altäre entstanden im Stil der Spätrenaissance bzw. im Barockstil – so der Hauptaltar. Im Jahre 1909 erhielt die Kirche eine Orgel aus der Werkstatt von Paul Voelkner in Bromberg (polnisch Bydgoszcz). Zur Innenausstattung gehören ein spätgotisches Reliquienkreuz aus der ersten Hälfte des 16. Jahrhunderts sowie eine Retabelmonstranz und ein Reliquienschrein aus dem 17. Jahrhundert. Die Kirche ist der Heiligen Barbara gewidmet. Sie wurde 1967 in das polnische Denkmalregister eingetragen.

#### Pfarrgemeinde
Rumian war bereits sehr früh eine Pfarrei. Sie gehört jetzt zum Dekanat Rybno (Rybno, 1942 bis 1945 Rübenau) in der Region Brodnica (Strasburg) im Bistum Toruń (Thorn). Eingepfarrt sind fünf Orte: Dębień (Eichwalde), Gutowo (Guttowo, 1942 bis 1945 Gutau), Naguszewo (Naguszewo, 1939 bis 1942 Naguschewo, 1942 bis 1945 Nagelstal), der Pfarrort Rumian sowie Rumienica (Rommen).

#### Trivia
Zum Kirchbau in Rumian erzählt man sich eine Legende. Der Neubau eines Gotteshauses wurde im gleichen Jahr wie der im Nachbarort Gronowo (1942 bis 1945 Grönau, polnisch Gronowo) fällig. Die Bewohner beider Dörfer beschlossen, dass in dem Ort eine Kirche gebaut werden sollte, wo es drei bemalte Türen geben würde. Die Einwohner Rumians gingen nachts heimlich nach Gronowo und verlegten die Tür der alten Kirche hinüber in ihr Dorf. So wurde in Rumian eine neue Kirche gebaut.

### Evangelisch
Die evangelischen Einwohner Rumians waren vor 1945 in die Kirche Löbau (polnisch Lubawa) in der Kirchenprovinz Westpreußen der Kirche der Altpreußischen Union bzw. – nach 1920 – in die Diözese Działdowo (Soldau i. Ostpr.) der Unierten Evangelischen Kirche in Poen eingepfarrt. Heute orientieren sie sich zur Erlöserkirche Działdowo, zu der die – Rumian näher gelegene – Jesuskirche Lidzbark (Lautenburg) als Filialkirche gehört.

## Verkehr

### Straßen
Rumian ist der Kreuzungspunkt zweier regionaler Nebenstraßen, die beide in die Nachbargemeinde Dąbrówno (Gilgenburg) führen. Zum Wohnplatz Lesiak (Mühle Leschak) führt ein Landweg.

### Schienen
Rumian verfügt über keine direkte Anbindung an den Bahnverkehr. Die nächste Bahnstation ist in Rybno („Rybno Pomorskie“) an der Bahnstrecke Danzig–Warschau.